# Geolokační hra
Geolokační hry jsou hry spojené s pohybem hráčů v outdoorovém terénu a navigací pomocí GPS zařízení nebo jiného navigačního zařízení (mapa, buzola). Principem geolokačních her je pohyb hráčů po terénu, plnění úkolů, odpovídání na otázky, nebo jen dosažení konkrétního místa. Hraní geolokační hry je spojeno se dovedností ovládat konkrétní navigační zařízení a pomůcky. To znamená znalosti orientace a navigace (práce s mapou, buzolou, souřadnicemi), nebo práci s GPS zařízením (outdoorové navigační zařízení, např. od firem Garmin, TomTom a další), nebo znalosti ovládání specializovaného software nainstalovaném na mobilním telefonu nebo tabletu. Nejznámější a celosvětově nejrozšířenější geolokační hrou je tzv. Geocaching, jehož historie je spjatá s používáním klasických GPS zařízení. Mezi další geolokační hry patří hry spojené zejména s mobilními technologiemi, jako jsou portál Hunter Games, Scavenger Hunt, Treasure Hunt, City Hunt, Mystery Trail, Challenge Tour nebo Wherigo.